# Autolytus nipponensis
Autolytus nipponensis är en ringmaskart som först beskrevs av Imajima och Hartman 1964.  Autolytus nipponensis ingår i släktet Autolytus och familjen Syllidae. Utöver nominatformen finns också underarten A. n. longicirratus.